# کانتون ۱۰
استان ۱۰ (به لاتین: Canton 10) یک استان در بوسنی و هرزگوین است که در فدراسیون بوسنی و هرزگوین واقع شده‌است.
مساحت این استان ۴۹۳۴٫۱ کیلومترمربع و جمعیت آن در سال ۲۰۱۳ میلادی ۹۰٬۷۲۷ نفر بوده است.